# Don Mumford
Don Mumford (Lawrence (Kansas), 9 de febrero de 1954 — Lawrence (Kansas), 6 de julio de 2007) fue un músico de jazz estadounidense.

## Biografía
Donald Dean Mumford fue al Lawrence High School y posteriormente en el Mount Hood Junior College de Portland. Al momento de su fallecimiento, Mumford residía en Des Moines, Iowa. 
Mumford tuvo una activa carrera como músico y profesor particular. Tocó la batería y actuó con varias bandas, como Sun Ra y Dollar Brand. Realizó giras con diversas bandas por Europa, África, Australia y Estados Unidos. Fue el baterista principal del álbum «Motivation», grabado por René van Helsdingen.
Además del pionero del jazz sudafricano Abdullah Ibrahim (Dollar Brand), durante varios años productivos en la activa escena musical de Portland, Oregón, Mumford tuvo como mentores al baterista Mel Brown y al saxofonista Jim Pepper. Durante su estancia en Oregón, Mumford tocó la batería en diversos escenarios, como la obra «Red Beans and Rice», la compañía de Carl Smith's Natural Gas Company y en un concierto de jazz especialmente memorable junto a Ted Trimble, Steve Christofferson y Nancy King en Eugene. En la década de los 80, Mumford realizó una gira por África y Europa con Abdullah Ibrahim y Essiet Okon Essiet, así como con la famosa formación del fallecido Sun Ra. En 2007, Mumford mostró a artistas locales y miembros de la comunidad de Ames, Iowa, la importancia de una comunidad creativa. Ayudó a impulsar un movimiento para desarrollar la escena musical de Ames y es la inspiración de la banda "Mumford's", con sede en Ames.
Fue atropellado por un automóvil mientras montaba en bicicleta en Ames, Iowa. Fue trasladado al Hospital Metodista de Iowa en Des Moines, donde falleció el 6 de julio. Fue enterrado en el cementerio Maple Grove de Lawrence tras un servicio conmemorativo celebrado el 12 de julio en Lawrence.